# Teminius affinis
Teminius affinis är en spindelart som beskrevs av Banks 1897. Teminius affinis ingår i släktet Teminius och familjen sporrspindlar. Inga underarter finns listade i Catalogue of Life.